# Acuñación herodiana
La acuñación herodiana son las monedas acuñadas y emitidas por la dinastía herodiana, judíos de ascendencia idumea que gobernaron la provincia de Judea entre el 37 a. C. y el 92 d. C. La dinastía fue fundada por Herodes I el Grande, hijo de Antípatro, un poderoso funcionario del rey asmoneo Hircano II.

## Herodes el Grande 37-4 a.C.

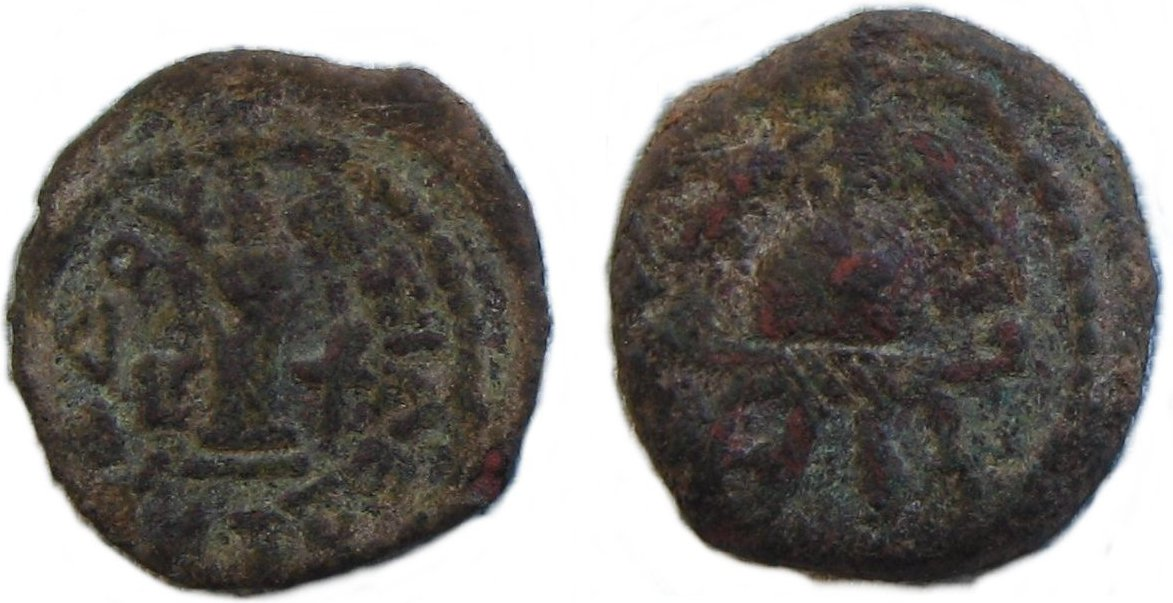
Moneda de mayor valor de Herodes I el Grande.

La moneda de Herodes el Grande continuó la tradición judía de no representar una imagen esculpida. Sin embargo, una prutah de Herodes fue la primera moneda desde el periodo persa en la que se representó una criatura viva: un águila, lo que puede ser una alusión al águila dorada que Herodes erigió sobre la entrada del Segundo Templo y que tanto ofendió a los judíos.
Otros objetos representados en las monedas de Herodes son un caduceo alado y una granada («rimmôn»), una de las Siete Especies mencionadas en la Biblia como bendiciones para la Tierra de Israel, un casco y un escudo emplumados, la popa de un barco y una rama de palmera. La moneda de mayor denominación emitida por Herodes lleva inscrita un año, «año 3», y muestra una serie de diseños inusuales, como un casco con largas carrilleras, coronado por una estrella. La segunda denominación más grande presenta un casco con cresta y un escudo, así como la alfabeto griego|letra griega Chi dentro de una diadema y un trípode que sostiene un cuenco ceremonial. Estos diseños están rodeados por la inscripción griega: "ΉΡΩΔΟΥ ΒΑΣΙΛΕΩΣ" («de Herodes Basileos, del rey Herodes»).
La letra griega Chi que representa la «corona de Kehunah (Sumo sacerdote de Israel)» y la diadema que representa la «corona de Malchus (Rey)» (Talmud de Babilonia: Horayot, Keritot) se toman para significar que Herodes reclamó ambos cargos para sí mismo.
El prutah más común emitido por Herodes el Grande tiene un diseño similar al de las monedas hachemónicas, un ancla con la inscripción griega ΉΡωΔ ΒΆCΙ (Rey Herodes), y un caduceo entre dobles cornucopia, lo que pretendía ser una continuación de la acuñación de monedas asmoneas, así como de la dinastía asmonea. Sin embargo, Herodes únicamente utilizó la escritura griega en sus monedas, y no el doble método griego y hebreo de los asmoneos.

## Herodes Arquelao 4 a.C.—6 d.C.

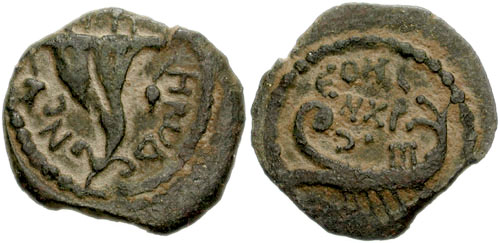
Moneda de Herodes Arquelao.

Las monedas más comunes de Herodes Arquelao son pequeños prutah que representan un racimo de uvas, también una de las siete especies, y un casco con cresta con su nombre (Herodes) y título de Etnarca en griego (ΉΡΩΔ ΕΘΝ), y una proa de barco y una corona con su nombre y título abreviados. Las uvas se representaban comúnmente en las monedas judías, sirviendo como recordatorio de la fertilidad del país. Otras monedas de Arquelao mostraban la proa de un barco y una corona de laurel.
Una rara prutah doble de Herodes Arquelao representa una galera y una cornucopia doble unida, también inscrita en griego con su nombre y título.

## Herodes Antipas 4 a.C.—39 d.C.

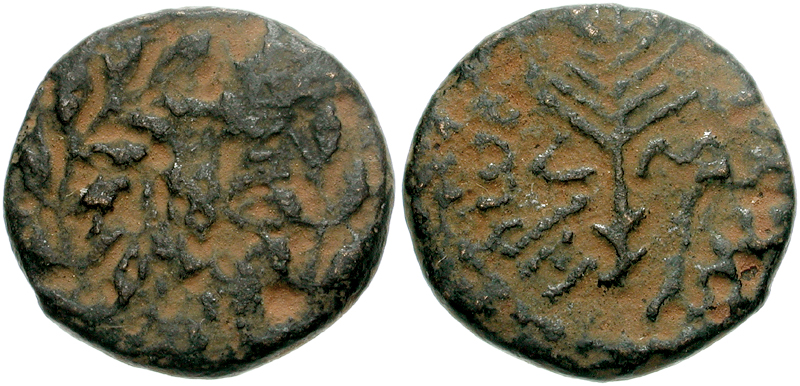
Moneda de Herodes Antipas.

Las monedas de Herodes Antipas son bastante raras y pueden dividirse en cuatro categorías 
- i) monedas fechadas en el «año 24» con la inscripción ΤΙΒΕΡΙΆC (Tiberíades), donde se acuñaron las monedas, contenida dentro de una corona en el reverso;
- ii) monedas de los «años 33, 34 o 37», que también tienen la inscripción ΤΙΒΕΡΙΆC en el reverso;
- iii) monedas fechadas en el «año 43» con la inscripción ΓΆΙΩ ΚΆΙCΆΡΙ ΓΕΡΜΆΝΙΚΩ (Gaius Caesar Germanicus) en el reverso;
- iv) un único ejemplar conocido de una moneda fechada en el «año 4» con la inscripción ΤΕΤ ΡΆ-ΉCΔ, ΉΡ W.[6]

La moneda de Herodes Antipas se acuñó en cuatro valores, con la inscripción "ΤΙΒΕΡΙΆC" en el reverso dentro de una corona. En el anverso figura la inscripción griega «Herodes el Tetrarca» (ΗΡωΔΌΎ ΤΕΤΡΆΡΧΌΎ) con una rama de palma en posición vertical.

## Herodes Filipo II 4 a.C.—34 d.C.

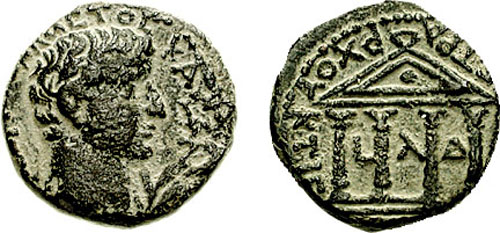
Moneda de Herodes Filipo II 30—31 d. C.

Las monedas de Herodes Filipo II son en su mayoría de bronce de tamaño medio. Fue el primer gobernante judío que puso retratos de sí mismo y de los  
emperadores romanos en sus monedas. Una de las primeras emisiones tiene un retrato del emperador Augusto, con la inscripción griega KAICAPI CEBACTΩ en el anverso, y ΦΙΛΙΠΠΌΎ ΤΕΤΡΆΡΧΌΎ en el reverso. Las monedas posteriores representaban a Tiberio en el anverso, con la inscripción TIBEPIOΣ ΣEBAΣ, y ΦΙΛΙΠΠΌΎ ΤΕΤΡΆΡΧΌΎ en el reverso. Ambos tipos tenían la fachada de un templo de cuatro columnas en el reverso, posiblemente el Templo de Jerusalén. Las monedas están fechadas según el año de reinado del emperador.

## Herodes Agripa I 37-44 d.C.

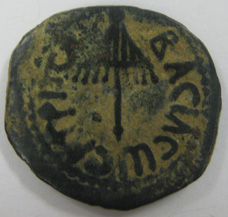
El prutah más común de Agripa I (anverso), inscripción «del Rey Agripa».

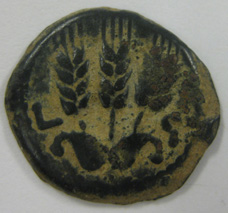
Prutah de Agripa I Reverso), inscripción «año 5».

Herodes Agripa I era hijo de Aristóbulo y Berenice, y era nieto de Herodes I el Grande. Agripa pasó gran parte de su infancia en la corte imperial de Roma. Su amigo, el emperador Calígula, le concedió los antiguos territorios de sus tíos Herodes Filipo II y Herodes Antipas. Más tarde, el emperador Claudio añadió también Judea. El prutah más común emitido por Agripa I muestra en el anverso un dosel real en forma de paraguas con la inscripción ΆΓΡΙΠΆ BACIΛEWC («Rey Agripa») en griego, mientras que el reverso muestra tres espigas de cebada entre dos hojas con el año. Otra moneda de Agripa se emitió a nombre de Claudia, la hija de Nerón.
Estas monedas muestran un templo con una figura sentada dentro y la inscripción DIVA POPPAEA AUG en el anverso, mientras que el reverso muestra un templo redondo con una figura de pie dentro y la inscripción griega DIVA CLAVD NER F. Todas las demás monedas de Herodes Agripa I contienen imágenes grabadas, con retratos del emperador o incluso del propio Agripa. Una emisión muy rara tiene un retrato de Agripa con su hijo Herodes Agripa II a caballo.

## Herodes Agripa II 55-92 d.C.

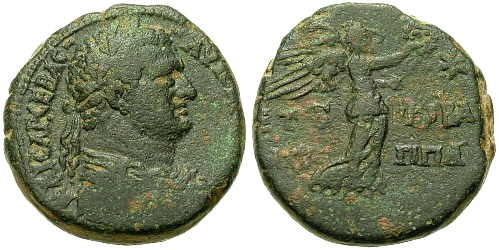
'Judaea Capta' moneda de Herodes Agripa II.

Herodes Agripa II fue el último gobernante de la dinastía herodiana. Sus monedas incluyen tanto simbolismo judío como pagano. Un tipo judío, por ejemplo, representa una rama de palma en el anverso con la inscripción ΚΛΆΎΔΙΌΥ KAICAPOC («Claudio César») en griego, y una corona en el reverso rodeando la inscripción TIBERIAC («Tiberíades»), también en griego. En el año 66 d. C. emitió un prutah con su propio busto en el anverso y la inscripción griega ΒΆΣΙΛΕΩΣ ΆΓΡΙΠΠΌΎ («rey Agripa»). El reverso de la moneda representa un ancla con las letras L e I a ambos lados, lo que indica el décimo año del reinado del rey.
Agripa II también acuñó una moneda "Judaea Capta". Esta gran moneda de bronce se acuñó en Tiberíades y muestra un retrato de Tito en el anverso con la inscripción griega KAICAP CEBAC AVTOKP TITOC, mientras que el reverso representa a la diosa Nike avanzando hacia la derecha con una corona y una rama de palma sobre el hombro, con una estrella en el campo superior derecho y la inscripción ETO - KS BA  AGRI-PPA.

## Salomé

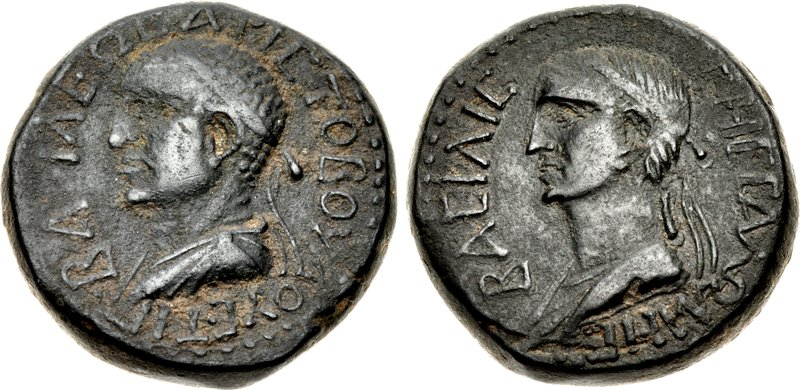
Moneda con los reyes de Armenia: Aristóbulo (izquierda) y Salomé (derecha).

Aunque no fue una gobernante de Judea, Salomé se incluye aquí porque era nieta de Herodes I el Grande, por tanto, era miembro de la dinastía herodiana. Como reina de Calcis y Armenia Minor apareció en el reverso de las monedas emitidas por su marido, Aristóbulo de Calcis. Acuñada en los años 56-57 d. C., hasta la fecha únicamente se han descubierto tres ejemplares de esta moneda, todos ellos bastante desgastados.
El anverso muestra a Aristóbulo con la inscripción griega "BACIΛEWC APIΣΤΌΒΥΛΟΎ" («rey Aristóbulo»), mientras que el reverso muestra a Salomé y, en un ejemplo, la inscripción griega "BACIΛIC ΣΆΛΩΜΉ" («reina Salomé»).